# Prófugo

Póster de recompensa del Departamento de Estado de EE. UU. de Ismael Zambada García, emitido en septiembre de 2021.

Un prófugo o fugitivo es una persona que está huyendo, generalmente de la acción de la justicia, de alguna medida del gobierno u otra autoridad. Del mismo modo se denomina a la persona que elude un proceso de reclutamiento para el servicio militar.
En este último sentido, al contrario que los objetores de conciencia, los prófugos realizan una acción para eludir el reclutamiento, por lo cual su comportamiento suele considerarse delictivo; así mismo resulta perjudicial para la moral de los demás reclutas por la posibilidad de sentirse menospreciados si la conducta quedara impune.
El castigo que las leyes suelen estipular para un prófugo del reclutamiento militar suele ser de menor cuantía que para un desertor, porque la deserción es aún peor para la moral de la tropa.
Durante la guerra de Vietnam miles de personas emigraron a Canadá para eludir el reclutamiento en Estados Unidos.